# Saturday Night (Suede)
Saturday Night är en låt av den brittiska gruppen Suede. Det är gruppens elfte singel och den tredje från studioalbumet Coming Up. Singeln släpptes den 13 januari 1997 och nådde som bäst 6:e plats på den brittiska singellistan.
Musikvideon regisserades av Pedro Romhanyi och utspelar sig i Londons tunnelbana, vid en nedlagd Piccadilly line-perrong vid Holborn station. Kvinnan spelas av Keeley Hawes.

## Låtförteckning
Alla sånger är komponerade av Brett Anderson och Richard Oakes, där intet annat anges.
Kassettsingel
1. "Saturday Night"
2. "Picnic by the Motorway (live)"

CD-singel 1
1. "Saturday Night"
2. "W.S.D." (Anderson)
3. "Jumble Sale Mums"

CD-singel 2
1. "Saturday Night"
2. "This Time"
3. "Saturday Night (original demo)"